# Macrolejeunea
Macrolejeunea là một chi rêu trong họ Lejeuneaceae.